# Zgrada austro-ugarske bolnice u Zvorniku
Zgrada austro-ugarske bolnice, zgrada u Zvorniku čija je prva namjena bila da bude bolnica.
Podignuta je na Fetiji za vrijeme austro-ugarske vlasti početkom 20. stoljeća. Bila je za potrebe vojnog garnizona, ali je služila i civilima do konca Prvoga svjetskog rata, od čega je dugo u narodu ostao naziv Špitalj. Između dvaju svjetskih ratova u prizemlju je bila financijska vojarna, a na katu stanovi. Poslije Drugoga svjetskog rata u njoj je bio smješten đački dom. Godine 1957. u ovoj zgradi otvoren je dom zdravlja i tad se u nju uselila cijela mjesna zdravstvena služba. 1972. godine stvaranjem Medicinskog centra dograđen je još jedan kat. Pomoćni objekti bili su dvije drvene barake koje su poslije srušene, a na mjestu njih podignute su zgrade Zdravstvenog centra i Centar za kemodijalizu. Napuštena je sredinom osamdesetih godina zbog dotrajalosti.